# Jerzy Kisielewski
Jerzy Kisielewski (ur. w 1951 w Krakowie) – polski dziennikarz radiowy i telewizyjny. Wieloletni gospodarz Letniego Festiwalu im. Jerzego Waldorffa w Radziejowicach.

## Życiorys
Jest synem Stefana Kisielewskiego, bratem Wacława i Krystyny, romanistki. W dzieciństwie, jak sam wspomina, żył w wygodnym cieniu brata i ojca, oraz jako jedyny w rodzinie nie planował zostać muzykiem. W 1961 roku razem z rodziną przeniósł się z Krakowa do Warszawy. W 1969 roku ukończył II Liceum Ogólnokształcące im. Stefana Batorego w Warszawie.
Był korespondentem mediów zagranicznych, współpracując z francuską Agence France Presse (AFP) oraz włoską ANSA. Korespondent paryskiego dziennika „La Croix”.
W 1991 roku został członkiem kapituły Nagrody Kisiela. Był jednym z prowadzących program Kawa czy herbata?. Prezes Centrum Monitoringu Wolności Prasy w latach 2001–2003. W 2010 roku znalazł się w komitecie honorowym poparcia kandydata na prezydenta Bronisława Komorowskiego, wskutek czego został zawieszony przez władze Polskiego Radia. Do radia powrócił i prowadzi w nim audycję O wszystkim z kulturą w Programie II Polskiego Radia. Od września 2013 do lutego 2016 prowadził w TVP Info program Info newsroom. Od 2018 do 2021 współpracował z Radiem RDC, gdzie wraz z Januszem Olejniczakiem prowadził audycję Co słychać?.
Od wielu lat jest głównym prowadzącym podczas corocznego Letniego Festiwalu im. Jerzego Waldorffa w Radziejowicach.
W  2008 otrzymał odznakę honorową „Zasłużony dla Kultury Polskiej”.
W 2024 został uhonorowany Srebrnym Medalem „Zasłużony Kulturze Gloria Artis” w dziedzinie ochrony 
dziedzictwa.

## Książki
- Pierwsza woda po Kisielu. Historie rodzinne (Wydawnictwo Czerwone i Czarne, 2014)

## Filmografia
- Jan Nowak Jeziorański. Kulisy zdarzeń (2007; reżyseria razem z Wiesławem Dąbrowskim)